# Rijksmuseum

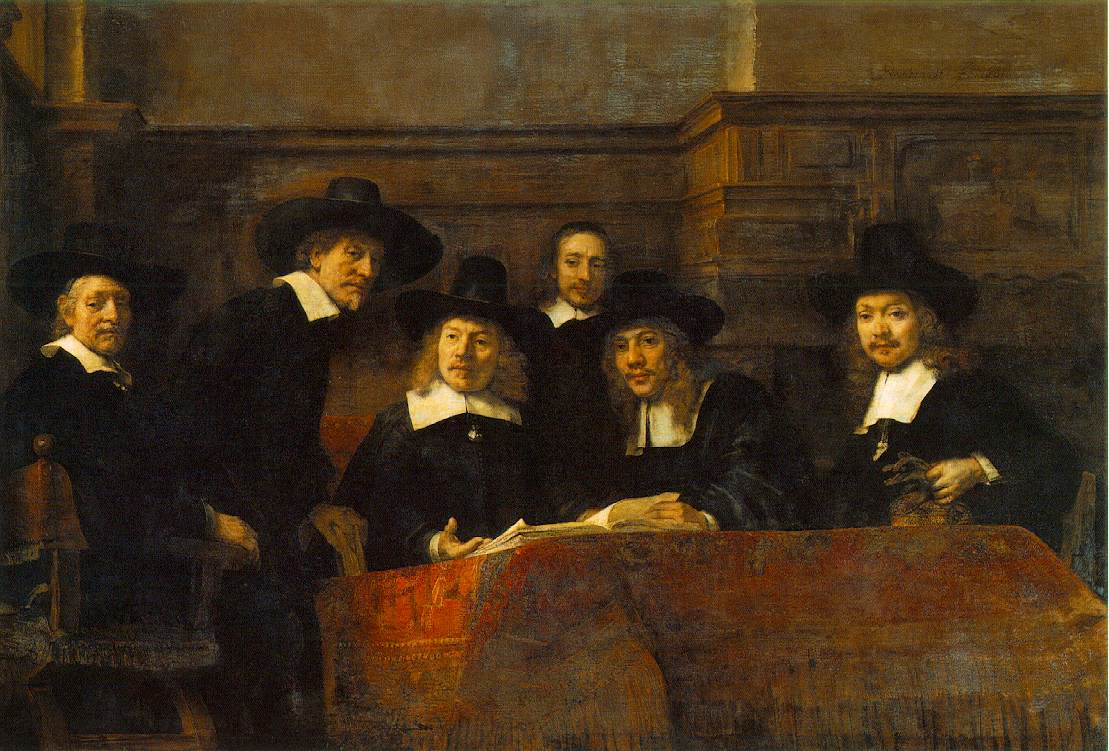
Klädesvävarskråets föreståndare i Amsterdam (1662) av Rembrandt på Rijksmuseum.

Rijksmuseum är ett konstmuseum i Amsterdam och hyser nederländsk 1600-talskonst. Den nuvarande museibyggnaden invigdes 1885.
Museet öppnades den 31 maj 1800 som Nationale Kunstgalerij och låg då i staden Haag. År 1808 flyttades museet till huvudstaden Amsterdam där det inrymdes i det kungliga slottet och förenades med stadens konstsamling. 1813 flyttades Rijksmuseum till palatset Trippenhuis. Huset visade sig dock vara dåligt lämpat som museum och många ansåg att det borde byggas ett särskilt nationalmuseum i Nederländerna. Efter många års diskussioner började det nuvarande Rijksmuseum byggas år 1876.
Arkitekten Pierre Cuypers hade förändrat det vinnande förslag som lämnats in och i hemlighet lagt till utsmyckningar för att minska på den klassiska framtoningen.
Den mest kända tavlan på Rijksmuseum är förmodligen Rembrandts Nattvakten (1642) som är en av de främsta nederländska verken från 1600-talet. Tavlan, som är ett beställningsarbete, är ett grupporträtt av ett skyttegille i Amsterdam.
På Rijksmuseum finns också den så kallade Amsterdamflaggan som är den den äldsta bevarade svenska flaggan. 
År 2015 blev museet utnämnt till European Museum of the Year.

## Bildgalleri

Rijksmuseum
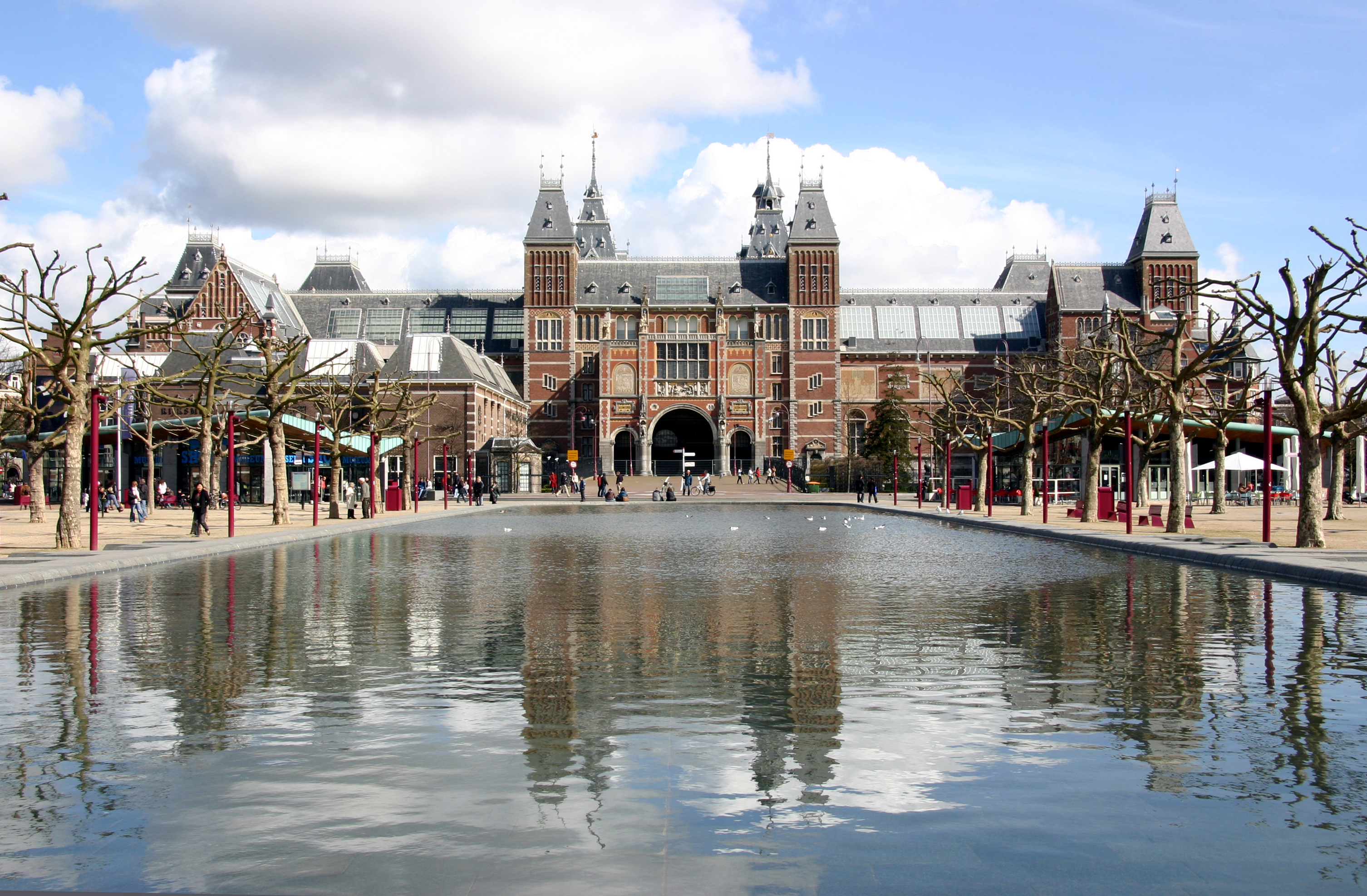
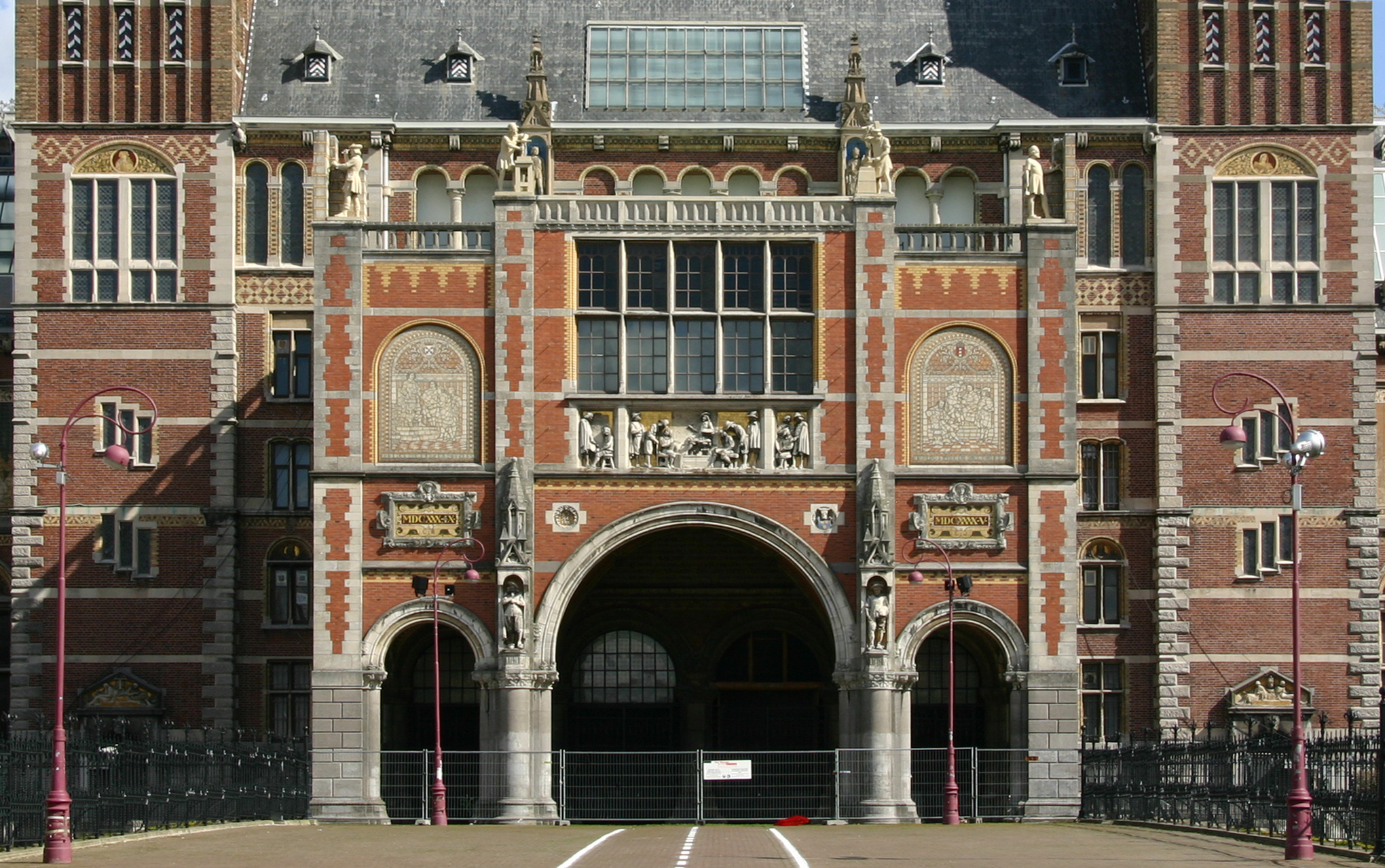
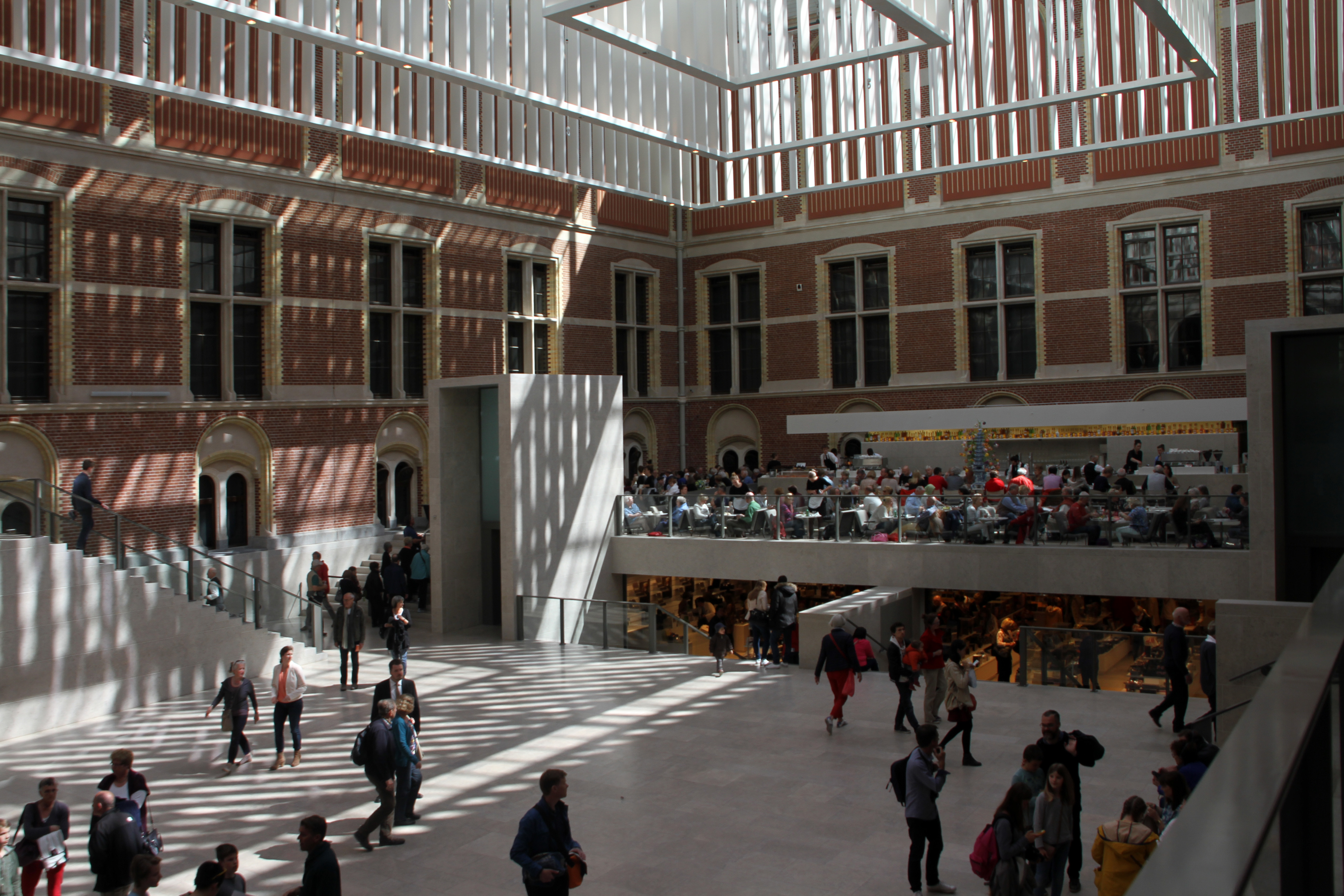
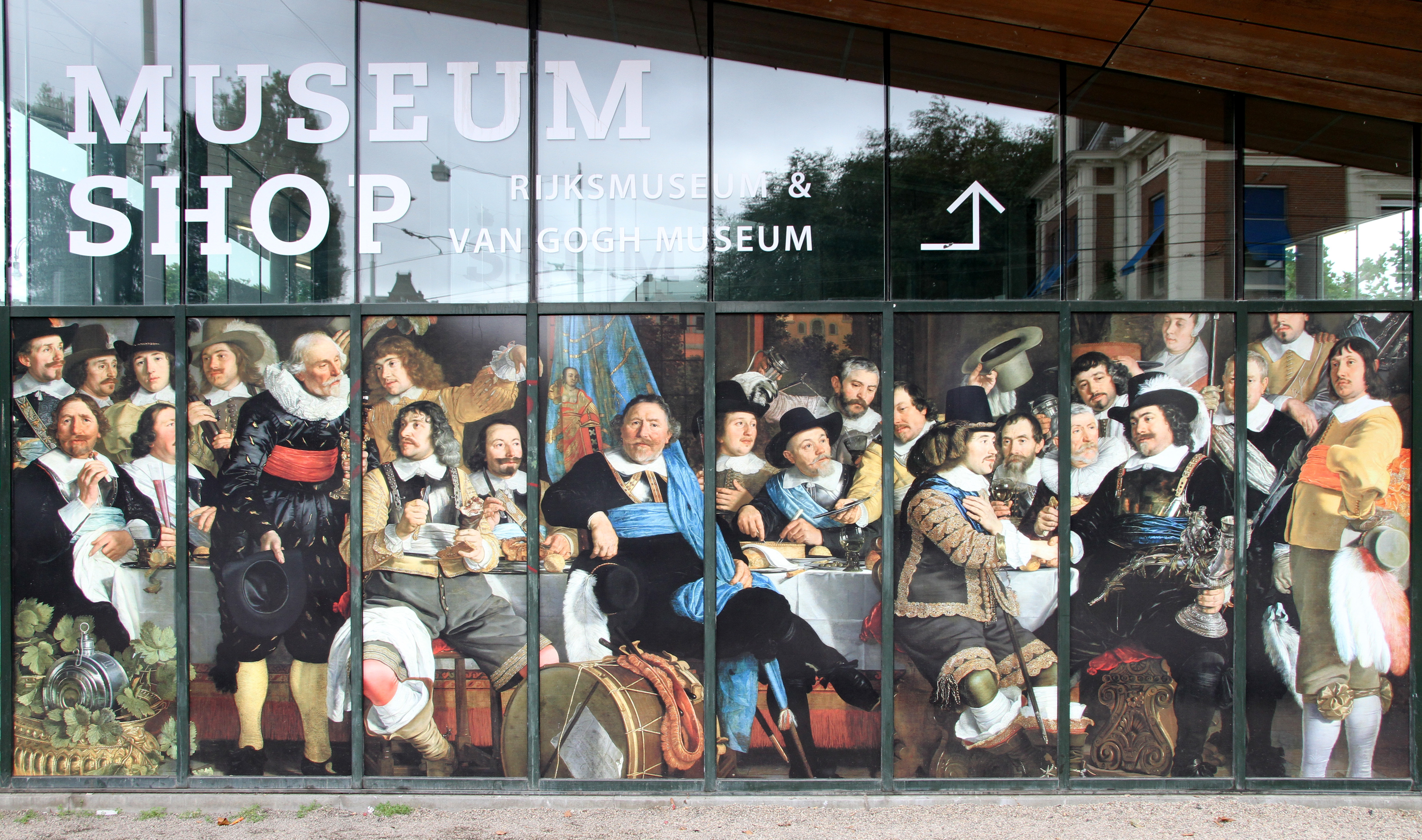
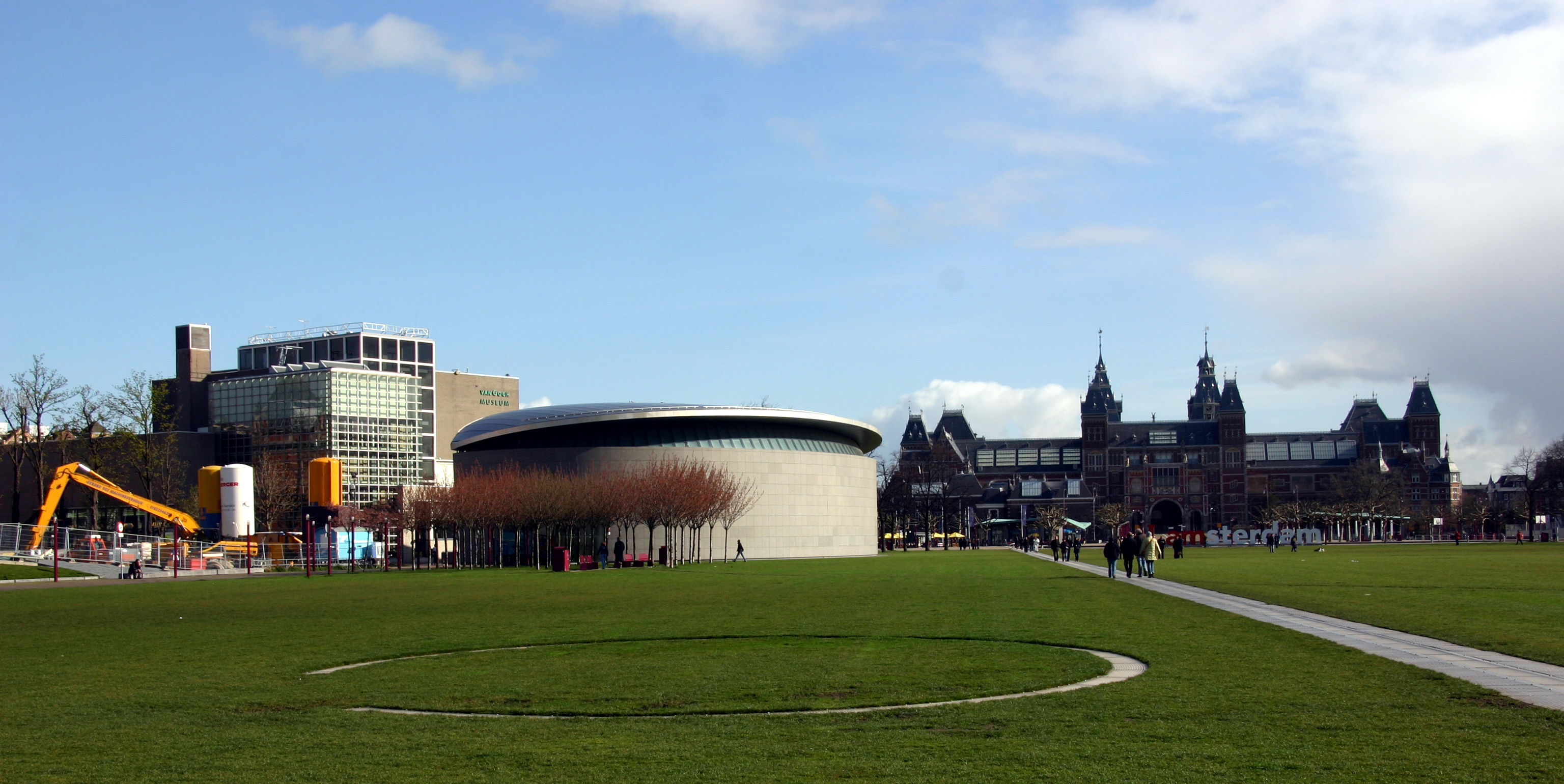
Van Gogh- och Rijksmuseum